# Jan Štern (novinář)
Jan Štern (1. listopadu 1924 Praha – 21. srpna 2012 Praha) byl český novinář, publicista a básník, mluvčí Charty 77.

## Biografie
V mládí prošel útrapami pracovních nacistických táborů Klein Stein a Osterode, odkud utekl. Aktivně se účastnil Pražského povstání v květnu 1945, kdy bránil Hlavní poštu v Jindřišské ulici v Praze.
Bezprostředně po válce studoval Filosofickou fakultu Karlovy univerzity. Studia nedokončil. Současně psal do Mladé fronty a Práce, kde recenzoval poezii a profiloval se jako angažovaný politický publicista. Členem KSČ byl od roku 1945, od roku 1947 působil v Lektorské radě ÚV KSČ. V roce 1948 se jako člen Ústředního akčního výboru vysokých škol podílel na poúnorových čistkách v profesorském sboru humanitních fakult. Spoluorganizoval začátky Soutěže tvořivosti mládeže a Fučíkova odznaku, byl členem vedení Kulturního kádru ČSM. Pevné redaktorské místo získal v letech 1947-1952 v týdeníku Tvorba. Se svými radikálně stalinisticky orientovanými generačními druhy (Michal Sedloň, Stanislav Neumann, Ivan Skála, Mojmír Grygar) se zde kriticky vypořádával zejména s tzv. formalismem v literatuře, který v jejich pojetí představovala meziválečná avantgarda, Umělecký svaz Devětsil a surrealismus. Po Šternově stati "Proti likvidátorům poezie" byl v roce 1949 zastaven časopis Kvart a rozmetána sazba knihy Jiřího Koláře Roky v dnech. Útočné články v Tvorbě s příznačným "prokurátorským" slovníkem (např. "Teigovština - trockistická agentura v naší kultuře") jsou uváděny jako jedna z příčin sebevraždy básníka Konstantina Biebla. Vydávání Tvorby bylo nakonec v roce 1952 ukončeno, údajně přímo z rozhodnutí Klementa Gottwalda. Štern se stal redaktorem deníku Práce, ztrátu své pozice stranického arbitra literatury ovšem pociťoval jako křivdu. Byl vyslán jako dopisovatel na stavbu mládeže Nové huti do Kunčic. Sám o této době vyprávěl, když pro vysílání Českého rozhlasu líčil své přátelství se soudničkářem Františkem Němcem, takto:
„Třetí setkání bylo, když mě vyhodili z Tvorby. Já jako tehdy celkem naivní mladej věřící člověk v to komunistický náboženství jsem nevěděl, jaký lidi mě vlastně říděj. A když jsem se teda přesvědčil ve dvaapadesátým roce, že jsou to křiváci, tak jsem prostě zavzdoroval. A to poslední číslo Tvorby, která byla zastavena, s tím mlátil Gottwald o stůl a říkal, že je to provokace proti vedení strany. No a byl jsem vyhozen z toho stranickýho prostředí, což bylo mý ohromný štěstí v tom začátku dvaapadesátýho roku. Rok jsem dělal v Kunčicích na tý, jak tam stavěli tu železárnu, tu Novou huť. Bydlel jsem s dvanácti lidma na pokoji. No a stával se ze mě prostě zase z věřícího normální, trochu skeptickej člověk. No a voni mě vyhodili do Práce jako řadovýho redaktora. Šel jsem s platem dolů, ale s rozumem jsem šel nahoru.“
Významně se angažoval v Pražském jaru, kvůli této své činnosti byl v roce 1969 z Práce vyhozen. Působil poté u Vodních zdrojů nejprve jako čerpač, od 1975 jako technický úředník. V roce 1985 odešel do důchodu. Spolu s Annou Šabatovou a Martinem Paloušem byl v roce 1986 mluvčím Charty 77. Podílel se na redakci exilových Listů, vydávaných Jiřím Pelikánem v Římě, a na jejich ilegální distribuci v Československu.
Jan Štern byl spoluzakladatelem Hnutí za občanskou svobodu (HOS) a také jedním ze zakladatelů Československého helsinského výboru v listopadu 1988. V roce 1989 se angažoval v Občanském fóru.

## Rodina

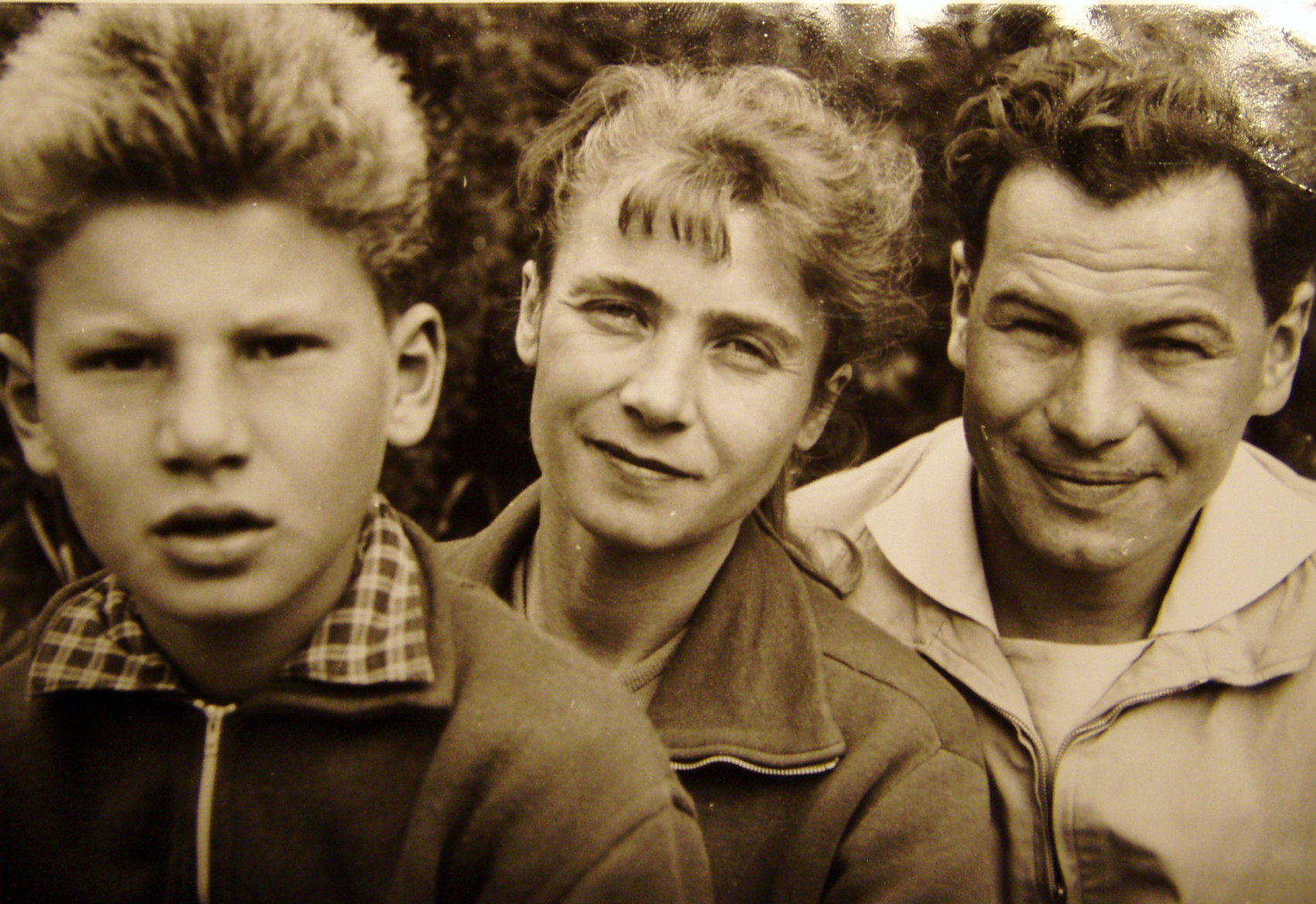
Jan Štern s manželkou Ludmilou Junkovou a synem Ivanem

Jan Štern se narodil do významné předválečné sociálně-demokratické rodiny. Jeho otec, JUDr. Evžen Štern byl teoretikem i praktikem české sociální politiky 30. let a významně se podílel na tvorbě sociálního zákonodárství první republiky. Evžen Štern byl prvním ředitelem Ústřední sociální pojišťovny, zástupcem československé vlády ve správní radě Mezinárodního úřadu práce v Ženevě, za nacistické okupace byl spolupracovníkem Petičního výboru Věrni zůstaneme.
Manželka Evžena Šterna, matka Jana Šterna, Růžena Šternová, rozená Štěrbová byla překladatelkou z francouzštiny a němčiny.
V roce 1942 byl Evžen Štern v době heydrichiády na základě udání zatčen nacisty pro svoji odbojovou činnost. Přitěžující okolností mu v očích nacistů byl jeho židovský původ. Proto ho nejprve deportovali na Malou pevnost v Terezíně a tam zařadili do transportu, v němž se nacházeli příbuzní parašutistů, podílejících se na atentátu na Heydricha, a další čeští vlastenci (herečka Anna Letenská). Transport byl z Terezína vypraven do koncentračního tábora v Mauthausenu v říjnu 1942 s pokynem, aby všichni byli neprodleně zabiti. Evžena Šterna nacisté zavraždili 12. listopadu 1942.
Jeho první manželkou byla spisovatelka Eva Sílová, později Kantůrková. Podruhé se oženil s Ludmilou Junkovou. Z prvního manželství pocházejí synové Ivan a Jan, z druhého syn Pavel a dcera Lucie, provdaná Kolářová.

## Léta 1924–1945
Jan Štern vyrůstal na Hanspaulce v rodinném domku společně se svou sestrou Evou. Už jako desetiletý sepsal Jan Štern krátkou úvahu o socialismu, jehož byl po celý život obdivovatelem. Vystudoval reálné gymnázium v Praze (maturita 1943) a rok pracoval jako zemědělský dělník v Kuňovicích u Vlašimi a v Černolicích u Dobřichovic.
V říjnu roku 1944 je z rasových důvodů internován v koncentračním táboře Klein Stein a později v pracovním táboře Osterode. Jeho úkolem v Osterode bylo hloubit chodby do skály a stavět trať k hnědouhelnému dolu. Na jaře roku 1945 se mu však podařilo utéct se syny německého hraběte a krátce nato se zapojil do květnového pražského povstání.

## Léta 1945–1968

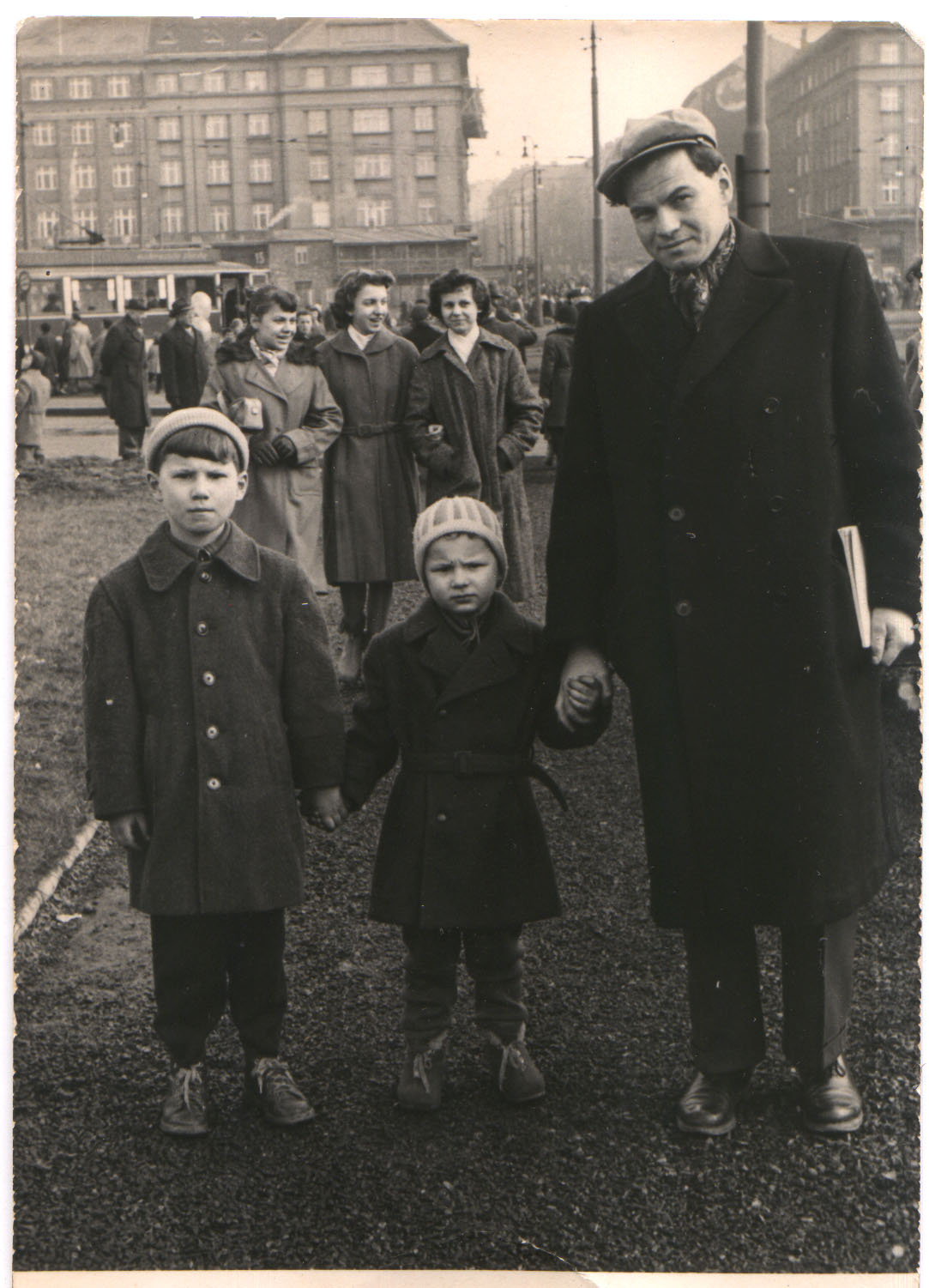
Jan Štern se syny Ivanem a Janem při cestě na Matějskou pouť v roce 1957 v Dejvicích

V prvních poválečných letech byl aktivním a oddaným komunistou. Podle svých pozdějších vyjádření "prozřel" v roce 1952, kdy byl vyhozen z týdeníku Tvorba a zasažen událostmi kolem inscenovaného procesu se Slánským a spol. na podzim tohoto roku. Svůj vliv měla údajně i skutečnost, že v letech 1949 až 1952 byl státní bezpečností držen ve vyšetřovací vazbě v Ruzyni jeho švagr Petr Planer.
XX. sjezd komunistické strany Sovětského svazu v něm probudil naději, že komunismus je reformovatelný. V pozdějších letech se proto zařadil mezi ty novináře a publicisty, kteří napomáhali reformnímu hnutí, ústícímu v Pražské jaro roku 1968.
Jan Štern 1945–1968 slovy Anny Šabatové:
„Po válce se Jan Štern jako tolik jeho nadšených a odhodlaných generačních druhů zapojil do budování nové, lepší společnosti, jak upřímně věřil. Studoval a psal do Mladé fronty a Práce, kde se stal stálým recenzentem poezie. Později psal do Tvorby, než ji v roce 1952 zastavili, a v létech padesátých a šedesátých byl kmenovým redaktorem Práce. Svým psaním, o odborech a otázkách samosprávy, posouval jako mnoho jiných společenské vědomí k emancipaci od oficiálního ideologického rámce směrem k právům jednotlivců. I díky jeho dlouhodobému úsilí jsme se později těšili svobodné a nadějné atmosféře obrodného procesu, který přerušila okupace sovětskými vojsky. Jan Štern byl jako jeden z prvních vyhozen z práce.“
Poté, co Jana Šterna zastihl zákaz výkonu povolání, pracoval až do odchodu do důchodu jako čerpač a referent u podniku Vodní zdroje. Když v roce 1974 začal Jiří Pelikán vydávat v Římě exilový časopis Listy, které byly vedle časopisu Svědectví hlavní tribunou pro opoziční politické názory, stal se Jan Štern vedoucím jeho ilegální domácí redakce. Do Listů přispíval Jan Štern pravidelnými úvodníky pod pseudonymem Bohemicus.
V roce 1985 podepsal Jan Štern Chartu 77 a o rok později se stal spolu s Martinem Paloušem a Annou Šabatovou jejím mluvčím. Jeho významným přínosem byl dokument Charty 77 „Prostor pro mladou generaci.“ V roce 1988 se Jan Štern také podílel na založení občanské iniciativy Hnutí za občanskou svobodu, do roku 1990 byl členem jeho koordinačního výboru. Téhož roku Jan Štern spoluzaložil Československý helsinský výbor.

## Po roce 1989

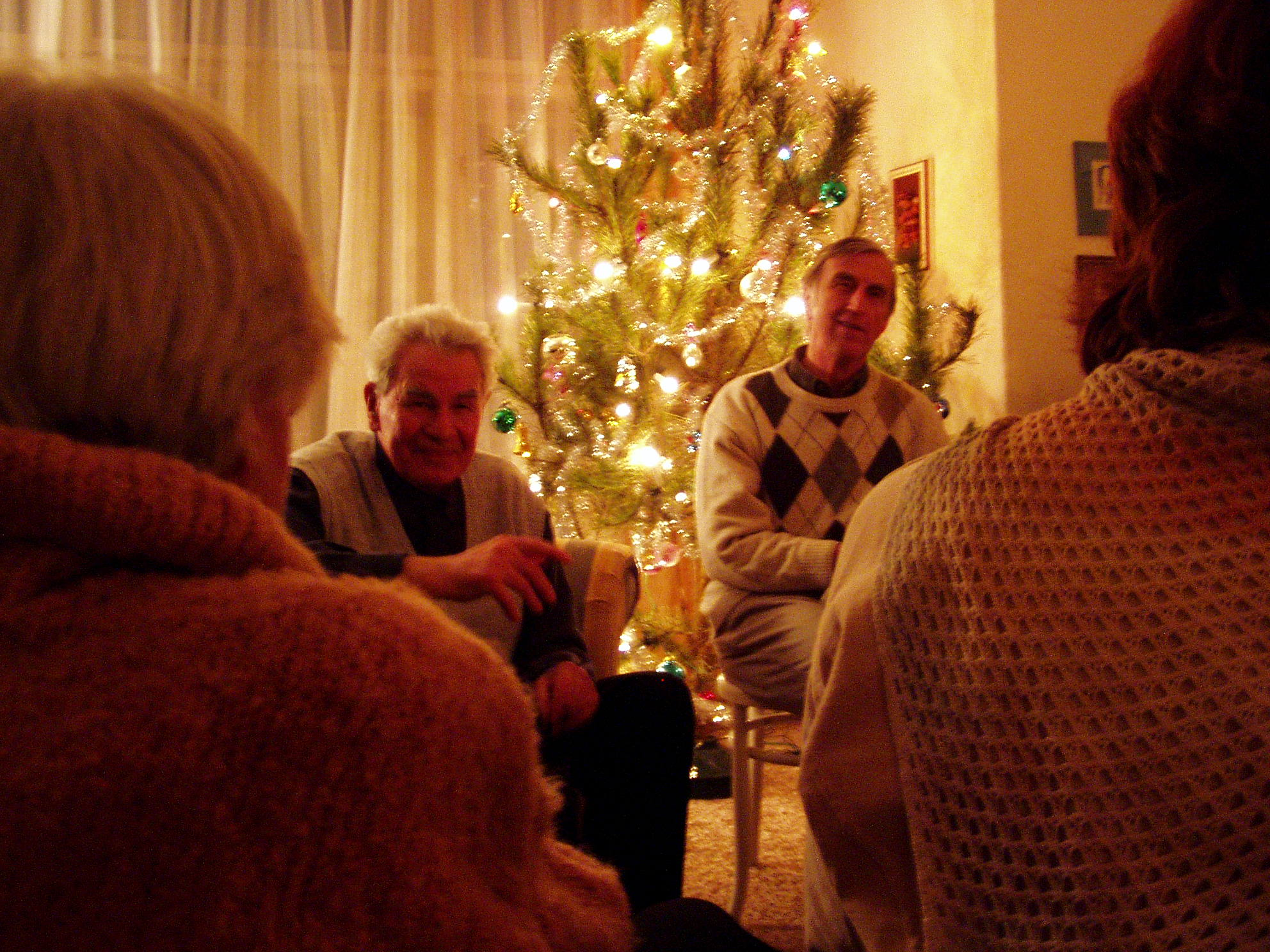
Jan Štern v rodinném kruhu

V listopadu 1989 se Jan Štern účastnil zakládání a prvních kroků Občanského fóra. V Občanském fóru byl jako člen jeho Rady činný v prvním roce jeho existence. Po revolučním období se stáhl z veřejného života a věnoval se publicistice, byl stálým členem redakční rady Listů.
21. srpna roku 2012, symbolicky na výročí vstupu armád varšavské smlouvy do Československa, Jan Štern zemřel po dlouhé nemoci ve věku 87 let.